# Ya d'ar brezhoneg
Ya d’ar brezhoneg (en breton Oui à la langue bretonne) est une campagne menée par l’Office public de la langue bretonne (anciennement Office de la langue bretonne) visant à promouvoir et développer l’usage de la langue bretonne dans la vie quotidienne des habitants de la Bretagne historique.
Elle s’articule autour de deux systèmes de labels appelés « charte » ou « accord » : un destiné aux professionnels et associations et l’autre aux collectivités. Chaque charte ou accord s’organise en niveaux de labellisation, correspondant à un nombre croissant d’objectifs à remplir, certains étant obligatoires, d’autres à choisir parmi une liste d’actions proposées.

## Accord «Ya d'ar brezhoneg» des secteurs professionnels et associatifs
L'accord destiné aux entreprises privées et aux associations vise à promouvoir l’utilisation de la langue bretonne dans la vie courante des employés, des clients ou des membres de l’association a été lancé le 5 octobre 2001, il s’agissait initialement d’un simple accord de principes.

### Mise en place d'une labellisation
À la suite du succès du système de label de la charte des collectivités, il s’agit dorénavant d’un contrat de réalisation d’objectifs.
L'accord s’organise en trois labels thématiques sur différents points de l’univers professionnel :
1. « Soutien à la langue bretonne », tournant autour de la communication générale de l'entreprise ou de l'association avec l'extérieur, demande de remplir cinq objectifs au choix parmi une liste de vingt ;
2. « En breton s’il vous plaît », tournant autour de la communication avec le client ou le fournisseur, demande de remplir cinq objectifs obligatoires ainsi qu'un sixième au choix dans une liste de trois propositions ;
3. « Travailler en breton », tournant autour de la communication et de tous travaux internes, demande de remplir quatre objectifs obligatoires.

### Entreprises et associations signataires
En juin 2019, 774 entreprises ou associations avaient signé la charte.
- Festival du cinéma minoritaire de Douarnenez

## Charte «Ya d’ar brezhoneg» des collectivités
Cette version de la charte — destinée aux collectivités territoriales telles que les mairies ou les communautés de communes — vise à promouvoir l’utilisation de la langue bretonne dans la vie courante des administrés. Il s’agit d’un contrat de réalisation d’objectifs, choisis parmi une liste de quarante actions proposées, entre l’Office de la langue bretonne et la collectivité signataire sur une durée allant de une à trois années en fonction des modalités du contrat.
La charte des collectivités a été lancée à Pontivy, le 22 décembre 2004, par dix communes prêtes à réaliser au moins cinq actions choisies parmi les vingt-huit initialement proposées.
En décembre 2019, 213 communes et 14 communautés de communes ou urbaines ont signé la charte « Ya d’ar brezhoneg ».

### Actions proposées
Les actions proposés étaient initialement au nombre de vingt-huit ; par la suite, douze autres actions ont été ajoutées amenant à un total de quarante actions :
1. mise en place de panneaux EB10 et EB20 bilingues avec police et taille de caractères identique ;
2. invitations bilingues pour les événements culturels organisés par la mairie ;
3. répondeur municipal bilingue ;
4. mise en place de plaques de rue bilingues sur l'ensemble des voies ;
5. usage d’un logo municipal bilingue ;
6. promotion par la mairie de la charte des secteurs professionnels et associatifs auprès des entreprises, commerces et associations de la commune ;
7. formulaires bilingues pour les actes les plus courants (mariage, naissance, décès, etc.) ;
8. inscrire l'action dans la durée avec l’aide de l’Office de la langue bretonne qui en assure le suivi ;
9. signalétique bilingue sur et dans la mairie ;
10. signalétique bilingue sur les autres bâtiment municipaux ;
11. mise en place de panneaux de signalisation routière bilingue ;
12. enquête par la mairie sur la demande d'enseignement bilingue auprès des parents d’élèves de la commune ;
13. aide financière ou technique à la création ou au développement de l’enseignement bilingue sur la commune ;
14. site Internet municipal bilingue ;
15. cartes de visite bilingues pour les élus volontaires ;
16. papier à en-tête bilingue ;
17. éditorial du journal municipal bilingue ;
18. invitations bilingues pour les événements non culturels organisés par la mairie ;
19. texte descriptif bilingue du patrimoine communal ;
20. participation de la commune à la campagne de l’Office de la langue bretonne pour la promotion des cours de breton pour adultes ;
21. marquage bilingue sur le matériel ou les véhicules municipaux ;
22. donner possibilité d’organiser une cérémonie de mariage bilingue et en informer le public ;
23. faire réaliser par l’Office de la langue bretonne une étude toponymique de la commune afin de mettre en place une signalisation respectueuse du patrimoine linguistique de la commune ;
24. enquête sur la connaissance du breton par la mairie ;
25. financement de formation professionnelle de l’apprentissage ou du perfectionnement de la langue bretonne pour le personnel municipal volontaire ;
26. accueil en breton du public dans les services municipaux possible et clairement signalé ;
27. aide financière aux commerces optant pour un véritable bilinguisme ;
28. systématisation de la signalisation bilingue ;
29. constitution d’un fonds d’ouvrages en breton dans la bibliothèque municipale, régulièrement renouvelé par de nouvelles publications ;
30. mise en place de plaques de rue bilingues lors des renouvellements ou des créations de voies ;
31. aide financière ou technique à la création d’une crèche en langue bretonne dans la commune ou au niveau intercommunal ;
32. aide financière ou technique à l’initiation à la langue bretonne dans les écoles de la commune ;
33. aide financière ou technique à la création d’un centre de loisirs en langue bretonne ;
34. prise en compte des compétences linguistiques lors des recrutements ;
35. introduction bilingue des discours officiels ;
36. conventionnement avec les communes avoisinantes permettant l’accueil des enfants dans les classes bilingues ;
37. programmation annuelle de spectacles en breton dans le centre culturel communal ;
38. panneaux d'information électronique bilingue ;
39. inclure dans l’enquête de recensement la comptabilisation de bretonnant afin d’évaluer à long terme la politique linguistique de la commune ;
40. inclure et afficher clairement le bilinguisme dans le cahier des charges des nouveaux projets de la commune.

### Niveaux de la charte
La charte s’organise en niveaux de certification, chaque niveau étant constitué d’un nombre croissant d’objectif à remplir, pour lesquels certains objectifs sont imposés. Si la collectivité remplit les objectifs, elle est certifiée « Ya d’ar brezhoneg » 01, 02, 03 ou 04 et peut passer au niveau suivant ; dans le cas contraire, elle peut choisir de reprendre la certification en signant un nouveau contrat d’objectifs avec un nouveau délai.
- Niveau 1 :
Le premier niveau de certification amène la collectivité à remplir un minimum de cinq objectifs fixés parmi les actions proposées. L’action no 1 est imposée, mais les quatre autres sont laissées au choix de la collectivité.
- Niveau 2 :
Le deuxième niveau de certification amène la collectivité à remplir un minimum de dix objectifs fixés parmi les actions proposées. Les actions nos 1 à 3 sont imposées, mais les sept autres sont laissées au choix de la collectivité.
- Niveau 3 :
Le troisième niveau de certification amène la collectivité à remplir un minimum de quinze objectifs fixés parmi les actions proposées. Les actions nos 1 à 8 sont imposées, mais les sept autres sont laissées au choix de la collectivité.
- Niveau 4 :
Le quatrième niveau de certification amène la collectivité à remplir un minimum de trente objectifs fixés parmi les actions proposées. Les actions nos 1 à 13 et 29 à 35 sont imposées, mais les dix autres sont laissées au choix de la collectivité.

### Collectivités signataires

#### Collectivités des Côtes-d’Armor
Au 1er décembre 2019, Lannion-Tregor Communauté a signé la charte au second niveau, et Guingamp-Paimpol-Arvor-Argoat agglomération au 1er niveau. Cinquante-deux communes ont signé la charte à différents niveaux.
1er niveau
- Belle-Isle-en-Terre
- Berhet
- Caulnes
- Caouennec-Lanvezeac
- Coatascorn
- Graces
- Île-de-Bréhat
- Kerpert
- Lanloup
- Lanrivain
- La-Roche-Derrien (La Roche-Jaudy)
- Le Vieux-Marché
- Paimpol
- Pedernec
- Perros-Guirec
- Peumerit-Quintin
- Plérin
- Ploubezre
- Plouha
- Ploulec'h
- Ploumagoar
- Plounerin
- Plourivo
- Plufur
- Pluzunet
- Pommerit-le-Vicomte
- Pordic
- Prat
- Quemperven
- Saint-Brieuc
- Saint-Mayeux
- Tonquedec

2e niveau
- Callac
- Guingamp
- Hengoat
- Lannion
- Lanrivain
- Le Vieux-Marché
- Penvénan
- Plouezec
- Ploumilliau
- Plufur
- Pouldouran
- Rostrenen
- Trégrom

3e niveau
- Cavan
- Plestin-les-Grèves
- Plouaret
- Plounevez-Moedec
- Trédrez-Locquémeau
- Trégastel

4e niveau Rostrenen

#### Collectivités du Finistère
- Charte de niveau 1
- Charte de niveau 2
- Charte de niveau 3
- Charte de niveau 4
- Communes liées par l'intercomunauté

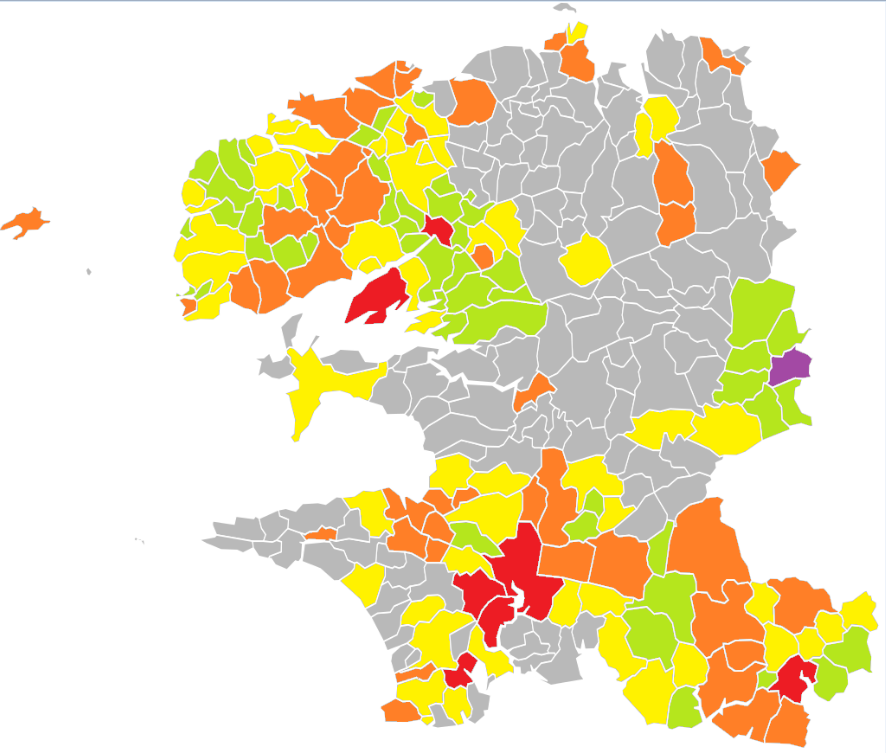
Carte des communes participant à la charte dans le Finistère (2019)

Au 1er décembre 2019, la Métropole de Brest, les communautés de communes du Pays d'Iroise et de Landerneau-Daoulas ont signé la charte au niveau 1. Les communautés d'agglomération de Quimper, Concarneau et Quimperlé, et les communautés de communes du Pays des Abers, Pays de Lesneven, et Poher ont signé la Charte au niveau 2. Les communes dépendant de ces communautés sont tenus d'atteindre les objectifs.
112 communes ont signé la charte à différents niveaux et à titre individuel.
1er niveau
- Arzano
- Baye
- Châteauneuf-du-Faou
- Coat-Méal
- Combrit-Sainte-Marine
- Commana
- Crozon
- Concarneau
- Edern
- Guilligomarc'h
- Guipavas
- Kernoues
- Lanarvily
- Landéda
- Langolen
- Lanildut
- Lannilis
- La Martyre
- Le Cloître-Saint-Thégonnec
- Le Folgoët
- Le Guilvinec
- Le Relecq Kerhuon
- Locunolé
- Logonna-Daoulas
- Loperhet
- Mellac
- Morlaix
- Peumerit
- Pleyben
- Plobannalec-Lesconil
- Plogonnec
- Plomeur
- Plonéis
- Plonéour-Lanvern
- Plonévez-Porzay
- Plouarzel
- Ploudaniel
- Ploudiry
- Plougonvelin
- Plouguin
- Plouider
- Ploumoguer
- Plounéour-Trez
- Plozévet
- Porspoder
- Poullan-sur-Mer
- Quemeneven
- Roscoff
- Saint-Évarzec
- Saint-Martin-des-Champs
- Saint-Méen
- Saint-Pabu
- Saint-Thurien
- Saint-Yvi
- Spézet
- Tregarantec
- Tréglonou
- Tregunc
- Tréméven
- Tréouergat

2e niveau
- Bannalec
- Bourg-Blanc
- Brest
- Briec
- Brignogan-Plages
- Clohars-Carnoët
- Douarnenez
- Elliant
- Ergué-Gabéric
- Gouesnou
- Gourlizon
- Guerlesquin
- Guimaëc
- Guissény
- Kerlaz
- Kerlouan
- Landrévarzec
- Le Conquet
- Le Juch
- Le Trévoux
- Lesneven
- Loc-Brévalaire
- Locronan
- Milizac
- Moëlan-sur-Mer
- Ouessant
- Penmarc'h
- Plabennec
- Plouguerneau
- Plounévez-Lochrist
- Plourin-lès-Morlaix
- Plouvien
- Plouzané
- Pluguffan
- Pont-Croix
- Pouldergat
- Querrien
- Riec-sur-Bélon
- Saint-Jean-Trolimon
- Saint-Pol-de-Léon
- Saint-Ségal
- Saint-Thégonnec
- Santec
- Scaër
- Le Trévoux

3e niveau
- Landerneau
- Plomelin
- Plougastel-Daoulas
- Pluguffan
- Pont-L'Abbé
- Quimper
- Quimperlé

4e niveau
- Carhaix-Plouguer
- Plougastel-daoulas

Lié par la communauté de communes
- Brest Métropole :
  - Bohars
  - Guilers
- Concarneau Cornouaille Agglomération
  - Melgven
  - Névez
  - Rosporden
  - Tourc'h
- Lesneven-Côte des Légendes
  - Goulven
  - Kernilis
  - Saint-Frégant
- Pays d'Iroise :
  - Brélès
  - Lampaul-Plouarzel
  - Lampaul-Ploudalmézeau
  - Landunvez
  - Lanrivoaré
  - Ploudalmézeau
  - Plourin
  - Saint-Renan
  - Trébabu
- Pays de Landerneau-Daoulas
  - Daoulas
  - Dirinon
  - Hanvec
  - L'Hôpital-Camfrout
  - Irvillac
  - La Forêt-Landerneau
  - La Roche-Maurice
  - Lanneuffret
  - Le Tréhou
  - Pencran
  - Saint-Divy
  - Saint-Eloi
  - Saint-Thonan
  - Saint-Urbain
  - Trémaouézan
- Poher :
  - Cléden-Poher
  - Kergloff
  - Motreff
  - Plounévézel
  - Poullaouen
  - Saint-Hernin
- Pays des Abers :
  - Le Drennec
  - Kersaint-Plabennec
- Quimper Bretagne Occidentale
  - Guengat
  - Landudal
- Quimperlé Communauté
  - Arzano
  - Baye
  - Rédéné

#### Collectivités d’Ille-et-Vilaine
Aucune communauté de communes ou urbaines n’a signé la charte en Ille-et-Vilaine. Douze communes sont signataires :
1er niveau
- Argentré-du-Plessis
- La Bouëxière
- Bruz
- Fougères
- Liffré
- Montfort-sur-Meu
- Montreuil-le-Gast
- Le Sel-de-Bretagne
- Vern-sur-Seiche
- Vitré

2d niveau
- Redon
- Rennes

#### Collectivités de Loire-Atlantique
Aucune communauté de communes ou urbaines n’a signé la charte en Loire-Atlantique. Neufs communes sont signataires :
1er niveau
- Blain
- Guérande
- Indre
- La Chapelle-sur-Erdre
- Nantes
- Orvault
- Pornic
- Saint-Herblain
- Saint-Nazaire
- Rezé

#### 2dniveau
- Nantes

#### Collectivités du Morbihan
Au 1er décembre 2019, deux communautés d'agglomération, celle de Vannes et celle Lorient, ont signé la charte : au premier niveau de celle-ci pour la première et au second niveau pour la seconde. Trente-sept communes ont signé la charte à différents niveaux et à titre individuel. De plus, dix-sept autres communes sont tenues d’atteindre certains objectifs du niveau un en raison de la signature de la charte par la communauté d'agglomération de Vannes dont elles dépendent.
1er niveau
- Auray
- Bieuzy
- Bignan
- Brech
- Carnac
- Caudan
- Guéméné-sur-Scorff
- Guidel
- Lauzach
- La Trinité-Surzur
- Le Bono
- Locoal-Mendon
- Muzillac
- Noyal-Pontivy
- Ploeren
- Plouay
- Pluvigner
- Pont-Scorff
- Quiberon
- Riantec
- Saint-Philibert
- Theix

2e niveau
- Cléguérec
- Inguiniel
- Le Saint
- Locmariaquer
- Locmiquelic
- Lorient
- Pontivy
- Saint-Avé
- Sainte-Hélène
- Sarzeau
- Séné
- Vannes

3e niveau
- Hennebont
- Lanester
- Langonnet
- Plescop
- Ploemeur
- Quéven

Lié par la communauté de communes (2018)
- Arradon
- Baden
- Elven
- Le Hézo
- Île-aux-Moines
- Île d'Arz
- Larmor-Baden
- Meucon
- Monterblanc
- Noyalo
- Plougoumelen
- Saint-Nolff
- Sulniac
- Surzur
- Trédion
- Treffléan
- La Trinité-Surzur